# Berliner Außenring
| Der Außenring Höhe Sellheimbrücke, links im Bild ist die Trasse der geplanten S-Bahn zu sehen (2006). | |                                                        |                                                        |
| | |                                                        |                                                        |
| Streckennummer (DB): | 6126 Saarmund–Eichgestell 6080 Eichgestell–Biesdorfer Kreuz 6067 Biesdorfer Kreuz–Karower Kreuz 6087 Karower Kreuz–Priort 6068 Priort–Golm 6116 Golm–Saarmund 6137 Glasower Damm–Schönef., 3./4. Gleis |                                                        |                                                        |
| Kursbuchstrecke (DB): | 207, 209.12, 209.20, 209.21, 209.22 |                                                        |                                                        |
| Streckenlänge: | 125 km |                                                        |                                                        |
| Spurweite: | 1435 mm (Normalspur) |                                                        |                                                        |
| Stromsystem: | Fernbahn: 15 kV, 16,7 Hz ~ |                                                        |                                                        |
| Streckengeschwindigkeit: | 160 km/h |                                                        |                                                        |
| Zugbeeinflussung: | Fernbahn: PZB |                                                        |                                                        |
| | |                                                        |                                                        |
| Streckenverlauf (gegen den Uhrzeigersinn) | |                                                        |                                                        |
| \| \| \| weiter vom Außenring (s. u.) \| \| \| \| 62,70,0 \| Golm \| Golm \| \| \| \| nach Werder (Havel) und Potsdam \| \| \| \| \| Berlin–Magdeburg \| \| \| \| \| von Werder (Havel) \| \| \| \| 2,4 \| Abzw Wildpark West \| Abzw Wildpark West \| \| \| 4,9 \| Potsdam Pirschheide Jüterbog–Nauen \| Potsdam Pirschheide Jüterbog–Nauen \| \| \| \| Templiner See/Havel \| \| \| \| 7,9 \| Nesselgrund \| Nesselgrund \| \| \| 9,9 \| Abzw Wilhelmshorst Nesselgrund \| Abzw Wilhelmshorst Nesselgrund \| \| \| \| von Wiesenburg (Mark) \| \| \| \| 10,9 \| Bergholz (b Potsdam) Wiesenburg–Berlin \| Bergholz (b Potsdam) Wiesenburg–Berlin \| \| \| \| von Michendorf \| \| \| \| \| Nuthe \| \| \| \| 15,57,8 \| Saarmund \| Saarmund \| \| \| 12,5 \| Ahrensdorf (Kr Zossen) \| Ahrensdorf (Kr Zossen) \| \| \| 14,2 \| Ludwigsfelde-Struveshof \| Ludwigsfelde-Struveshof \| \| \| \| ehem. Anschlussbahn IFA-Werk \| \| \| \| \| nach Ludwigsfelde und Berlin \| \| \| \| 16,2 \| Genshagener Heide (Personenbf bis 2012) \| Genshagener Heide (Personenbf bis 2012) \| \| \| \| von Ludwigsfelde und Berlin \| \| \| \| \| Bft Genshagener Heide Mitte \| \| \| \| \| Berlin–Halle \| \| \| \| \| nach Großbeeren \| \| \| \| \| von Ludwigsfelde \| \| \| \| 18,4 \| Abzw Genshagener Heide Ost \| Abzw Genshagener Heide Ost \| \| \| 24,2 \| Diedersdorf \| Diedersdorf \| \| \| 26,7 \| Abzw Glasower Damm West \| Abzw Glasower Damm West \| \| \| \| nach Dresden \| \| \| \| \| Berlin–Dresden \| \| \| \| \| von Dresden \| \| \| \| 28,1 \| Abzw Glasower Damm Ost \| Abzw Glasower Damm Ost \| \| \| 30,0 \| Abzw Selchow West \| Abzw Selchow West \| \| \| \| nach Berlin Flughafen BER \| \| \| \| \| Waßmannsdorf \| \| \| \| \| von Flughafen BER (S-Bahn) \| \| \| \| 35,5 \| Schönefeld (bei Berlin) \| Schönefeld (bei Berlin) \| \| \| \| Landesgrenze Brandenburg / Berlin \| \| \| \| \| nach Berlin-Adlershof \| \| \| \| 39,5 \| Abzw Grünauer Kreuz Süd \| Abzw Grünauer Kreuz Süd \| \| \| \| nach Berlin-Schöneweide und Görlitz \| \| \| \| \| Grünauer Kreuz Berlin–Görlitz \| \| \| \| \| von Görlitz \| \| \| \| 40,7 \| Abzw Grünauer Kreuz Nord \| Abzw Grünauer Kreuz Nord \| \| \| \| Teltowkanal \| \| \| \| \| nach Berlin Schöneweide \| \| \| \| 42,8 \| Abzw Berlin Wendenheide \| Abzw Berlin Wendenheide \| \| \| \| Berlin-Schöneweide–Berlin-Spindlersfeld \| \| \| \| \| Spree \| \| \| \| \| \| \| \| \| 44,225,0 \| Berlin Eichgestell (km 0,0: Teltow via Güteraußenring) \| Berlin Eichgestell (km 0,0: Teltow via Güteraußenring) \| \| \| \| \| \| \| \| \| nach Berlin-Köpenick und Berlin Ostbahnhof \| \| \| \| \| von Berlin-Köpenick \| \| \| \| \| Abzw Eichgestell Nord \| \| \| \| \| Berliner Parkeisenbahn \| \| \| \| \| Kreuz Wuhlheide Berlin–Frankfurt (Oder) \| \| \| \| 28,6 \| Berlin Wuhlheide Rangierbahnhof \| Berlin Wuhlheide Rangierbahnhof \| \| \| \| nach Berlin-Kaulsdorf \| \| \| \| \| U5, ehemals VnK-Strecke \| \| \| \| \| von Berlin-Rummelsburg \| \| \| \| 30,0 \| Biesdorfer Kreuz Süd nach Berlin-Lichtenberg \| Biesdorfer Kreuz Süd nach Berlin-Lichtenberg \| \| \| 31,2 \| Biesdorfer Kreuz Mitte nach Strausberg/Lichtenb. \| Biesdorfer Kreuz Mitte nach Strausberg/Lichtenb. \| \| \| \| Biesdorfer Kreuz Berlin–Strausberg \| \| \| \| \| von Berlin-Lichtenberg (S-Bahn) \| \| \| \| \| von Strausberg und Berlin-Lichtenberg \| \| \| \| 33,0 \| Biesdorfer Kreuz Nord v. Strausb., Berlin-Lichtenb. \| Biesdorfer Kreuz Nord v. Strausb., Berlin-Lichtenb. \| \| \| \| Berlin Springpfuhl \| \| \| \| \| nach Ahrensfelde \| \| \| \| \| zur Industriebahn Tegel–Friedrichsfelde \| \| \| \| \| Berlin-Bürknersfelde (geplant) \| \| \| \| 35,10,8 \| Biesdorfer Kreuz Nord Strw 6067/6080 \| Biesdorfer Kreuz Nord Strw 6067/6080 \| \| \| \| Berlin Nordost \| \| \| \| \| Berlin Gehrenseestraße \| \| \| \| \| \| \| \| \| 3,6 \| Berlin-Hohenschönhausen \| Berlin-Hohenschönhausen \| \| \| \| Berlin-Wartenberg \| \| \| \| \| Berlin-Malchow (geplant bis 1990) \| \| \| \| \| Berlin Sellheimbrücke (geplant) \| \| \| \| 8,60,2 \| Abzw Berlin-Karow Ost nach Bernau und Pankow \| Abzw Berlin-Karow Ost nach Bernau und Pankow \| \| \| \| Karower Kreuz Berlin–Szczecin, Haltepunkt geplant \| \| \| \| 1,2 \| Abzw Berlin-Karow West von Bernau und Pankow \| Abzw Berlin-Karow West von Bernau und Pankow \| \| \| \| Panke \| \| \| \| \| Berlin-Buchholz (geplant bis 1990) \| \| \| \| 3,3 \| Bk Lindenhof \| Bk Lindenhof \| \| \| \| Berlin-Blankenfelde Ost (geplant bis 1990) \| \| \| \| \| Landesgrenze Berlin / Brandenburg \| \| \| \| 6,2 \| Bk Arkenberge \| Bk Arkenberge \| \| \| \| Üst Berlin-Arkenberge \| \| \| \| \| Mühlenbeck-Mönchmühle \| \| \| \| \| Heidekrautbahn \| \| \| \| \| Tegeler Fließ \| \| \| \| 8,5 \| Bk Mühlenbecker Chaussee \| Bk Mühlenbecker Chaussee \| \| \| 11,1 \| Schönfließ früher auch Regionalbahnhof \| Schönfließ früher auch Regionalbahnhof \| \| \| \| Bergfelde (b Berlin) \| \| \| \| 12,8 \| Abzw Schönfließ West von/nach Oranienburg \| Abzw Schönfließ West von/nach Oranienburg \| \| \| \| Abzw Bergfelde Ost nach Oranienburg \| \| \| \| \| Berlin–Neustrelitz \| \| \| \| \| von Oranienburg \| \| \| \| 16,5 \| Hohen Neuendorf West \| Hohen Neuendorf West \| \| \| \| Oder-Havel-Kanal \| \| \| \| \| Veltener Stichkanal \| \| \| \| 20,4 \| nach Hennigsdorf (b Berlin) \| nach Hennigsdorf (b Berlin) \| \| \| \| Hennigsdorf Nord (Berlin–Kremmen) \| \| \| \| 21,5 \| von Hennigsdorf (b Berlin) \| von Hennigsdorf (b Berlin) \| \| \| 27,1 \| Schönwalde (Kr Nauen) \| Schönwalde (Kr Nauen) \| \| \| \| Havelkanal \| \| \| \| \| Nieder Neuendorfer Kanal \| \| \| \| 34,6 \| Falkenhagen (b Nauen) (früher Personenbf) \| Falkenhagen (b Nauen) (früher Personenbf) \| \| \| 35,0 \| nach Hamburg und Berlin \| nach Hamburg und Berlin \| \| \| \| Kreuz Falkenhagen Berlin–Hamburg \| \| \| \| \| von Hamburg \| \| \| \| 37,9 \| Abzw Brieselang Hasselberg \| Abzw Brieselang Hasselberg \| \| \| \| Anschluss GVZ Wustermark \| \| \| \| 39,7 \| Abzw Wustermark Awf \| Abzw Wustermark Awf \| \| \| \| nach Hannover und Berlin \| \| \| \| \| Kreuz Wustermark SFS Hannover–Berlin \| \| \| \| \| Kreuz Wustermark Berlin–Hannover \| \| \| \| 41,777,9 \| von Hannover und Berlin \| von Hannover und Berlin \| \| \| 77,3 \| Elstal (Kr Nauen) \| Elstal (Kr Nauen) \| \| \| 75,1 \| Priort (km 0,0 Jüterbog via Umgehungsbahn) \| Priort (km 0,0 Jüterbog via Umgehungsbahn) \| \| \| 70,4 \| Satzkorn \| Satzkorn \| \| \| 67,9 \| Marquardt \| Marquardt \| \| \| \| Sacrow-Paretzer Kanal \| \| \| \| 65,5 \| Bornim-Grube \| Bornim-Grube \| \| \| 62,70,0 \| Golm \| Golm \| \| \| \| weiter auf dem Außenring (s. o.) \| \| | |                                                        |                                                        |
| Strecke | | weiter vom Außenring (s. u.)                           | weiter vom Außenring (s. u.)                           |
| Bahnhof | 62,70,0 | Golm                                                   | Golm                                                   |
| Abzweig geradeaus, nach links und nach rechts | | nach Werder (Havel) und Potsdam                        | nach Werder (Havel) und Potsdam                        |
| Kreuzung geradeaus oben | | Berlin–Magdeburg                                       | Berlin–Magdeburg                                       |
| Abzweig geradeaus und von rechts | | von Werder (Havel)                                     | von Werder (Havel)                                     |
| Blockstelle | 2,4 | Abzw Wildpark West                                     | Abzw Wildpark West                                     |
| Turmbahnhof geradeaus oben | 4,9 | Potsdam Pirschheide Jüterbog–Nauen                     | Potsdam Pirschheide Jüterbog–Nauen                     |
| Brücke über Wasserlauf | | Templiner See/Havel                                    | Templiner See/Havel                                    |
| ehemaliger Dienststation / Betriebs- oder Güterbahnhof | 7,9 | Nesselgrund                                            | Nesselgrund                                            |
| Blockstelle | 9,9 | Abzw Wilhelmshorst Nesselgrund                         | Abzw Wilhelmshorst Nesselgrund                         |
| Abzweig geradeaus und nach rechts | | von Wiesenburg (Mark)                                  | von Wiesenburg (Mark)                                  |
| ehemaliger Turmhaltepunkt geradeaus oben | 10,9 | Bergholz (b Potsdam) Wiesenburg–Berlin                 | Bergholz (b Potsdam) Wiesenburg–Berlin                 |
| Abzweig geradeaus und von rechts | | von Michendorf                                         | von Michendorf                                         |
| Brücke über Wasserlauf | | Nuthe                                                  | Nuthe                                                  |
| Bahnhof | 15,57,8 | Saarmund                                               | Saarmund                                               |
| ehemaliger Bahnhof | 12,5 | Ahrensdorf (Kr Zossen)                                 | Ahrensdorf (Kr Zossen)                                 |
| Haltepunkt / Haltestelle | 14,2 | Ludwigsfelde-Struveshof                                | Ludwigsfelde-Struveshof                                |
| Abzweig geradeaus und ehemals nach rechts | | ehem. Anschlussbahn IFA-Werk                           | ehem. Anschlussbahn IFA-Werk                           |
| Abzweig geradeaus und nach links | | nach Ludwigsfelde und Berlin                           | nach Ludwigsfelde und Berlin                           |
| Dienststation / Betriebs- oder Güterbahnhof | 16,2 | Genshagener Heide (Personenbf bis 2012)                | Genshagener Heide (Personenbf bis 2012)                |
| Abzweig geradeaus und von links | | von Ludwigsfelde und Berlin                            | von Ludwigsfelde und Berlin                            |
| Dienststation / Betriebs- oder Güterbahnhof | | Bft Genshagener Heide Mitte                            | Bft Genshagener Heide Mitte                            |
| Kreuzung geradeaus oben | | Berlin–Halle                                           | Berlin–Halle                                           |
| Abzweig geradeaus und nach links | | nach Großbeeren                                        | nach Großbeeren                                        |
| Abzweig geradeaus und von rechts | | von Ludwigsfelde                                       | von Ludwigsfelde                                       |
| Blockstelle | 18,4 | Abzw Genshagener Heide Ost                             | Abzw Genshagener Heide Ost                             |
| Dienststation / Betriebs- oder Güterbahnhof | 24,2 | Diedersdorf                                            | Diedersdorf                                            |
| Blockstelle | 26,7 | Abzw Glasower Damm West                                | Abzw Glasower Damm West                                |
| Abzweig geradeaus und nach rechts | | nach Dresden                                           | nach Dresden                                           |
| Kreuzung geradeaus unten | | Berlin–Dresden                                         | Berlin–Dresden                                         |
| Abzweig geradeaus und von rechts | | von Dresden                                            | von Dresden                                            |
| Blockstelle | 28,1 | Abzw Glasower Damm Ost                                 | Abzw Glasower Damm Ost                                 |
| Blockstelle | 30,0 | Abzw Selchow West                                      | Abzw Selchow West                                      |
| Abzweig geradeaus und nach rechts | | nach Berlin Flughafen BER                              | nach Berlin Flughafen BER                              |
| ehemaliger Dienststation / Betriebs- oder Güterbahnhof | | Waßmannsdorf                                           | Waßmannsdorf                                           |
| Strecke von rechts · Strecke | | von Flughafen BER (S-Bahn)                             | von Flughafen BER (S-Bahn)                             |
| S-Bahnhof · Bahnhof | 35,5 | Schönefeld (bei Berlin)                                | Schönefeld (bei Berlin)                                |
| Grenze · Grenze | | Landesgrenze Brandenburg / Berlin                      | Landesgrenze Brandenburg / Berlin                      |
| Strecke nach rechts · Strecke | | nach Berlin-Adlershof                                  | nach Berlin-Adlershof                                  |
| Blockstelle | 39,5 | Abzw Grünauer Kreuz Süd                                | Abzw Grünauer Kreuz Süd                                |
| Abzweig geradeaus, nach links und nach rechts | | nach Berlin-Schöneweide und Görlitz                    | nach Berlin-Schöneweide und Görlitz                    |
| Kreuzung geradeaus oben | | Grünauer Kreuz Berlin–Görlitz                          | Grünauer Kreuz Berlin–Görlitz                          |
| Abzweig geradeaus und von rechts | | von Görlitz                                            | von Görlitz                                            |
| Blockstelle | 40,7 | Abzw Grünauer Kreuz Nord                               | Abzw Grünauer Kreuz Nord                               |
| Brücke über Wasserlauf | | Teltowkanal                                            | Teltowkanal                                            |
| Abzweig geradeaus und von links | | nach Berlin Schöneweide                                | nach Berlin Schöneweide                                |
| Blockstelle | 42,8 | Abzw Berlin Wendenheide                                | Abzw Berlin Wendenheide                                |
| Kreuzung geradeaus oben | | Berlin-Schöneweide–Berlin-Spindlersfeld                | Berlin-Schöneweide–Berlin-Spindlersfeld                |
| Brücke über Wasserlauf | | Spree                                                  | Spree                                                  |
| | |                                                        |                                                        |
| Dienststation / Betriebs- oder Güterbahnhof | 44,225,0 | Berlin Eichgestell (km 0,0: Teltow via Güteraußenring) | Berlin Eichgestell (km 0,0: Teltow via Güteraußenring) |
| | |                                                        |                                                        |
| Abzweig geradeaus, nach links und nach rechts | | nach Berlin-Köpenick und Berlin Ostbahnhof             | nach Berlin-Köpenick und Berlin Ostbahnhof             |
| Abzweig geradeaus und von rechts | | von Berlin-Köpenick                                    | von Berlin-Köpenick                                    |
| Blockstelle | | Abzw Eichgestell Nord                                  | Abzw Eichgestell Nord                                  |
| Kreuzung geradeaus oben | | Berliner Parkeisenbahn                                 | Berliner Parkeisenbahn                                 |
| Kreuzung geradeaus oben | | Kreuz Wuhlheide Berlin–Frankfurt (Oder)                | Kreuz Wuhlheide Berlin–Frankfurt (Oder)                |
| ehemaliger Dienststation / Betriebs- oder Güterbahnhof | 28,6 | Berlin Wuhlheide Rangierbahnhof                        | Berlin Wuhlheide Rangierbahnhof                        |
| Abzweig geradeaus und ehemals nach rechts | | nach Berlin-Kaulsdorf                                  | nach Berlin-Kaulsdorf                                  |
| Kreuzung mit U-Bahn geradeaus oben | | U5, ehemals VnK-Strecke                                | U5, ehemals VnK-Strecke                                |
| Strecke · Strecke von links | | von Berlin-Rummelsburg                                 | von Berlin-Rummelsburg                                 |
| Abzweig geradeaus, nach links und nach rechts · Abzweig geradeaus und von rechts | 30,0 | Biesdorfer Kreuz Süd nach Berlin-Lichtenberg           | Biesdorfer Kreuz Süd nach Berlin-Lichtenberg           |
| Abzweig geradeaus und nach rechts · Abzweig geradeaus und nach links | 31,2 | Biesdorfer Kreuz Mitte nach Strausberg/Lichtenb.       | Biesdorfer Kreuz Mitte nach Strausberg/Lichtenb.       |
| Kreuzung geradeaus oben · Kreuzung geradeaus oben | | Biesdorfer Kreuz Berlin–Strausberg                     | Biesdorfer Kreuz Berlin–Strausberg                     |
| Strecke von links · Kreuzung geradeaus oben · Kreuzung geradeaus oben | | von Berlin-Lichtenberg (S-Bahn)                        | von Berlin-Lichtenberg (S-Bahn)                        |
| Kreuzung geradeaus unten · Abzweig geradeaus und von rechts · Abzweig geradeaus und von links | | von Strausberg und Berlin-Lichtenberg                  | von Strausberg und Berlin-Lichtenberg                  |
| Strecke · Abzweig geradeaus und von links · Strecke nach rechts | 33,0 | Biesdorfer Kreuz Nord v. Strausb., Berlin-Lichtenb.    | Biesdorfer Kreuz Nord v. Strausb., Berlin-Lichtenb.    |
| S-Bahnhof · Strecke | | Berlin Springpfuhl                                     | Berlin Springpfuhl                                     |
| Abzweig geradeaus und nach rechts · Abzweig geradeaus und nach rechts | | nach Ahrensfelde                                       | nach Ahrensfelde                                       |
| Strecke · Strecke · Strecke von links (außer Betrieb) | | zur Industriebahn Tegel–Friedrichsfelde                | zur Industriebahn Tegel–Friedrichsfelde                |
| ehemaliger S-Bahn-Halt · Abzweig geradeaus und nach links · Abzweig ehemals geradeaus und von rechts | | Berlin-Bürknersfelde (geplant)                         | Berlin-Bürknersfelde (geplant)                         |
| Strecke · Kilometer-Wechsel · Strecke | 35,10,8 | Biesdorfer Kreuz Nord Strw 6067/6080                   | Biesdorfer Kreuz Nord Strw 6067/6080                   |
| Strecke · Strecke · Dienststation / Betriebs- oder Güterbahnhof | | Berlin Nordost                                         | Berlin Nordost                                         |
| S-Bahn-Halt · Strecke · Strecke | | Berlin Gehrenseestraße                                 | Berlin Gehrenseestraße                                 |
| Strecke · Abzweig geradeaus und von links · Strecke nach rechts | |                                                        |                                                        |
| S-Bahnhof · Haltepunkt / Haltestelle | 3,6 | Berlin-Hohenschönhausen                                | Berlin-Hohenschönhausen                                |
| S-Bahn-Halt Strecke ab hier außer Betrieb · Strecke | | Berlin-Wartenberg                                      | Berlin-Wartenberg                                      |
| S-Bahn-Halt (Strecke außer Betrieb) · ehemaliger Bahnhof | | Berlin-Malchow (geplant bis 1990)                      | Berlin-Malchow (geplant bis 1990)                      |
| S-Kopfbahnhof Streckenende (Strecke außer Betrieb) · Strecke | | Berlin Sellheimbrücke (geplant)                        | Berlin Sellheimbrücke (geplant)                        |
| Abzweig geradeaus, nach links und nach rechts | 8,60,2 | Abzw Berlin-Karow Ost nach Bernau und Pankow           | Abzw Berlin-Karow Ost nach Bernau und Pankow           |
| ehemaliger Turmhaltepunkt geradeaus unten | | Karower Kreuz Berlin–Szczecin, Haltepunkt geplant      | Karower Kreuz Berlin–Szczecin, Haltepunkt geplant      |
| Abzweig geradeaus, von links und von rechts · Strecke von links | 1,2 | Abzw Berlin-Karow West von Bernau und Pankow           | Abzw Berlin-Karow West von Bernau und Pankow           |
| Brücke über Wasserlauf · Brücke über Wasserlauf | | Panke                                                  | Panke                                                  |
| Strecke · ehemaliger S-Bahn-Halt | | Berlin-Buchholz (geplant bis 1990)                     | Berlin-Buchholz (geplant bis 1990)                     |
| ehemalige Blockstelle · Strecke | 3,3 | Bk Lindenhof                                           | Bk Lindenhof                                           |
| Strecke · ehemaliger S-Bahnhof | | Berlin-Blankenfelde Ost (geplant bis 1990)             | Berlin-Blankenfelde Ost (geplant bis 1990)             |
| Grenze · Grenze | | Landesgrenze Berlin / Brandenburg                      | Landesgrenze Berlin / Brandenburg                      |
| ehemalige Blockstelle · Strecke | 6,2 | Bk Arkenberge                                          | Bk Arkenberge                                          |
| Strecke · Überleitstelle / Spurwechsel | | Üst Berlin-Arkenberge                                  | Üst Berlin-Arkenberge                                  |
| Strecke · S-Bahn-Halt | | Mühlenbeck-Mönchmühle                                  | Mühlenbeck-Mönchmühle                                  |
| Kreuzung geradeaus oben (Querstrecke außer Betrieb) · Kreuzung geradeaus oben (Querstrecke außer Betrieb) | | Heidekrautbahn                                         | Heidekrautbahn                                         |
| Brücke über Wasserlauf · Brücke über Wasserlauf | | Tegeler Fließ                                          | Tegeler Fließ                                          |
| ehemalige Blockstelle · Strecke | 8,5 | Bk Mühlenbecker Chaussee                               | Bk Mühlenbecker Chaussee                               |
| Dienststation / Betriebs- oder Güterbahnhof · S-Bahnhof | 11,1 | Schönfließ früher auch Regionalbahnhof                 | Schönfließ früher auch Regionalbahnhof                 |
| Strecke · S-Bahnhof | | Bergfelde (b Berlin)                                   | Bergfelde (b Berlin)                                   |
| Abzweig geradeaus, nach links und nach rechts · Strecke nach links | 12,8 | Abzw Schönfließ West von/nach Oranienburg              | Abzw Schönfließ West von/nach Oranienburg              |
| Abzweig geradeaus und von links | | Abzw Bergfelde Ost nach Oranienburg                    | Abzw Bergfelde Ost nach Oranienburg                    |
| Kreuzung geradeaus oben | | Berlin–Neustrelitz                                     | Berlin–Neustrelitz                                     |
| Abzweig geradeaus und von rechts | | von Oranienburg                                        | von Oranienburg                                        |
| Bahnhof | 16,5 | Hohen Neuendorf West                                   | Hohen Neuendorf West                                   |
| Brücke über Wasserlauf | | Oder-Havel-Kanal                                       | Oder-Havel-Kanal                                       |
| Brücke über Wasserlauf | | Veltener Stichkanal                                    | Veltener Stichkanal                                    |
| Abzweig geradeaus und nach links | 20,4 | nach Hennigsdorf (b Berlin)                            | nach Hennigsdorf (b Berlin)                            |
| ehemaliger Turmbahnhof geradeaus oben | | Hennigsdorf Nord (Berlin–Kremmen)                      | Hennigsdorf Nord (Berlin–Kremmen)                      |
| Abzweig geradeaus und von links | 21,5 | von Hennigsdorf (b Berlin)                             | von Hennigsdorf (b Berlin)                             |
| ehemaliger Bahnhof | 27,1 | Schönwalde (Kr Nauen)                                  | Schönwalde (Kr Nauen)                                  |
| Brücke über Wasserlauf | | Havelkanal                                             | Havelkanal                                             |
| Brücke über Wasserlauf | | Nieder Neuendorfer Kanal                               | Nieder Neuendorfer Kanal                               |
| Dienststation / Betriebs- oder Güterbahnhof | 34,6 | Falkenhagen (b Nauen) (früher Personenbf)              | Falkenhagen (b Nauen) (früher Personenbf)              |
| Abzweig geradeaus, nach links und nach rechts | 35,0 | nach Hamburg und Berlin                                | nach Hamburg und Berlin                                |
| Kreuzung geradeaus oben | | Kreuz Falkenhagen Berlin–Hamburg                       | Kreuz Falkenhagen Berlin–Hamburg                       |
| Abzweig geradeaus und von rechts | | von Hamburg                                            | von Hamburg                                            |
| Blockstelle | 37,9 | Abzw Brieselang Hasselberg                             | Abzw Brieselang Hasselberg                             |
| Abzweig geradeaus und von rechts | | Anschluss GVZ Wustermark                               | Anschluss GVZ Wustermark                               |
| Blockstelle | 39,7 | Abzw Wustermark Awf                                    | Abzw Wustermark Awf                                    |
| Abzweig geradeaus, nach links und ehemals nach rechts | | nach Hannover und Berlin                               | nach Hannover und Berlin                               |
| Kreuzung geradeaus unten | | Kreuz Wustermark SFS Hannover–Berlin                   | Kreuz Wustermark SFS Hannover–Berlin                   |
| Kreuzung geradeaus unten | | Kreuz Wustermark Berlin–Hannover                       | Kreuz Wustermark Berlin–Hannover                       |
| Abzweig geradeaus, von links und von rechts | 41,777,9 | von Hannover und Berlin                                | von Hannover und Berlin                                |
| ehemaliger Haltepunkt / Haltestelle | 77,3 | Elstal (Kr Nauen)                                      | Elstal (Kr Nauen)                                      |
| Bahnhof | 75,1 | Priort (km 0,0 Jüterbog via Umgehungsbahn)             | Priort (km 0,0 Jüterbog via Umgehungsbahn)             |
| Dienststation / Betriebs- oder Güterbahnhof | 70,4 | Satzkorn                                               | Satzkorn                                               |
| Haltepunkt / Haltestelle | 67,9 | Marquardt                                              | Marquardt                                              |
| Brücke über Wasserlauf | | Sacrow-Paretzer Kanal                                  | Sacrow-Paretzer Kanal                                  |
| ehemaliger Haltepunkt / Haltestelle | 65,5 | Bornim-Grube                                           | Bornim-Grube                                           |
| Bahnhof | 62,70,0 | Golm                                                   | Golm                                                   |
| Strecke | | weiter auf dem Außenring (s. o.)                       | weiter auf dem Außenring (s. o.)                       |

Als Berliner Außenring (BAR) wird ein 125 Kilometer langer, um das westliche Berlin verlaufender Eisenbahnring bezeichnet, eine zweigleisige, elektrifizierte Hauptbahn. Er wurde ab Anfang des 20. Jahrhunderts als Umgehungsbahn geplant und bis Anfang der 1940er Jahre zum Teil gebaut (Teilstrecken im Westen außerhalb der Stadt und als Güteraußenring im Südosten, zum Teil innerhalb der Stadt). Die DDR komplettierte ihn vor allem aus politischen und militärstrategischen Gründen zwischen 1951 und 1961, denn auf ihm ließ sich das Gebiet von West-Berlin umfahren. Ein entsprechendes Straßenprojekt war die Schnellstraße Potsdam–Schönefeld.
Die Bezeichnung ‚Außenring‘ dient zur Unterscheidung von der älteren, im Inneren der Stadt gelegenen Berliner Ringbahn.

## Verlauf
Der Außenring ist 125 Kilometer lang und hat einen Durchmesser von etwa 40 Kilometern. Er liegt in den Ländern Brandenburg und Berlin, wobei in Berlin nur der östliche Teil durchfahren wird. Dies liegt einerseits an der Funktion der Strecke als Umfahrung von West-Berlin, greift aber andererseits Planungen aus den 1920er Jahren auf, nach denen das östliche Berlin nicht umfahren werden sollte. Die Strecke ist durchgängig zweigleisig und elektrifiziert. Zwischen Glasower Damm an der Kreuzung mit der Dresdener Bahn und dem Bahnhof Schönefeld war der Außenring bis nach 2005 viergleisig ausgebaut. Auf einigen Abschnitten in und bei Berlin verlaufen auch S-Bahn-Strecken auf der Trasse. Der Außenring kreuzt alle von Berlin aus radial verlaufenden Eisenbahnstrecken und ist mit fast allen von ihnen durch Gleisverbindungen verknüpft.

## Geschichte

### Vorgeschichte

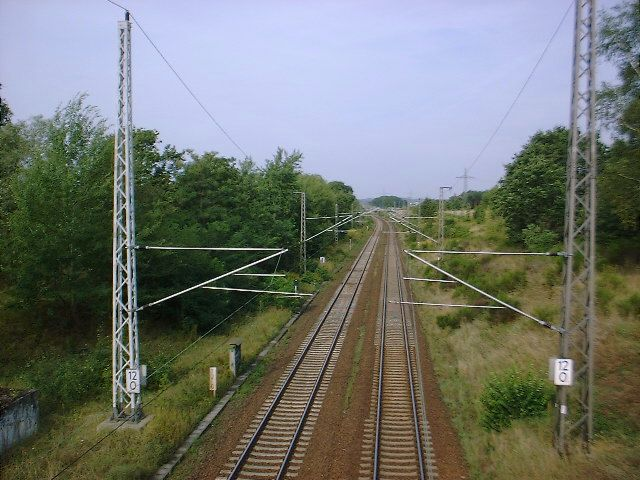
Strecke zwischen Genshagener Heide und Saarmund

Schon Ende des 19. Jahrhunderts war es ein Wunsch des Militärs, die Berlin strahlenförmig verlassenden Eisenbahnlinien zu verbinden. Für den Güterverkehr war ein derartiges Projekt ebenfalls interessant. 1902 wurden die Magdeburger Bahn, die Lehrter Bahn und die Hamburger Bahn zwischen Wildpark (heute: Potsdam Park Sanssouci) über Wustermark und Nauen durch die Umgehungsbahn verbunden. In den folgenden Jahren wurde die Strecke in etwas größerem Abstand zu Berlin nach Jüterbog an der Anhalter Bahn und Oranienburg an der Nordbahn verlängert. In den 1920er Jahren entstand der Rangierbahnhof Seddin an der Wetzlarer Bahn und in der Folge eine Verbindung über Saarmund nach Großbeeren an der Anhalter Bahn. Anfang der 1930er Jahre war eine Weiterführung dieser Verbindung nach Osten über Schönefeld bis nach Wuhlheide geplant, die etwa den Verlauf des heutigen Außenrings haben sollte.
Während der NS-Zeit wurde der Güteraußenring errichtet, der, allerdings nur provisorisch, seit 1940/1941 Teltow an der Anhalter Bahn über Schönefeld durch den Osten Berlins mit Berlin-Karow an der Stettiner Bahn verband. Gegenüber den früheren Planungen und dem heutigen Außenring verlief er deutlich nördlicher und kreuzte im Süden (West-)Berlins mehrfach die Stadtgrenze.
Mit der sich nach dem Zweiten Weltkrieg abzeichnenden Teilung Deutschlands und Berlins brauchten die sowjetische Besatzungsmacht und später die DDR-Regierung eine leistungsfähige Umfahrung West-Berlins. Erste Maßnahmen waren der Bau von Verbindungskurven zur Umgehungsbahn beziehungsweise zum Güteraußenring zwischen Werder und Golm 1948 und von der Görlitzer Bahn bei Berlin-Grünau nach Norden. 1950 entstand eine Verbindung von Berlin-Karow nach Basdorf an der Heidekrautbahn und weiter von Wensickendorf zur Nordbahn nach Oranienburg.

### Bau des Außenrings

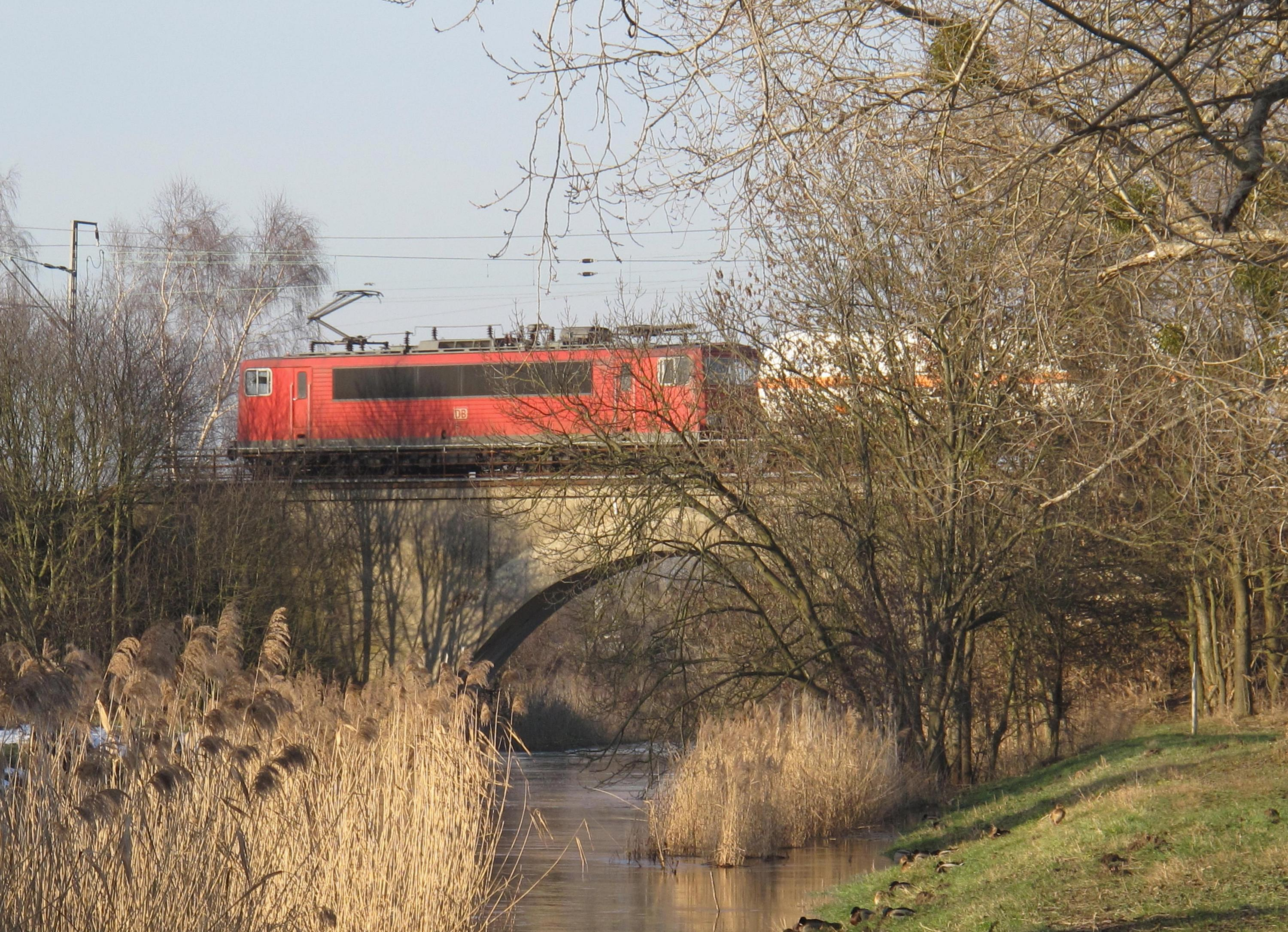
Brücke über die Nuthe bei Saarmund

Die Bauarbeiten am südlichen Berliner Außenring begannen am 1. November 1950. Zunächst wurde das Teilstück in Angriff genommen, das in Genshagener Heide östlich an die bestehende Strecke der Umgehungsbahn anschloss. Am 10. Juli 1951 wurde mit dem Eröffnungszug der Lok 23 002 die 24 Kilometer lange Strecke dem Betrieb übergeben. Es war der erste Streckenneubau in der DDR. Durch sie konnte nun der Binnenverkehr um die Insel West-Berlin herumgeführt werden. Und da Ost-Berlin als Hauptstadt der DDR Anlaufpunkt für Menschen aus allen Bezirksstädten war, wurde der sogenannte „Südring“ zur am stärksten befahrenen Strecke der Deutschen Reichsbahn. Zwischen Juli und Dezember 1951 ging in mehreren Abschnitten die Strecke zwischen Genshagener Heide und der Abzweigstelle Wendenheide im Südosten von Berlin in Betrieb, hinzu kamen mehrere Verbindungskurven. Nördlich von Wendenheide wurde zunächst der Güteraußenring genutzt. Am 22. November 1952 erfolgte die Eröffnung des Streckenabschnittes vom Güteraußenring am heutigen Karower Kreuz und Bergfelde sowie der Verbindungskurve Abzweigstelle Bergfelde – Birkenwerder. Die nächsten Schritte waren die Eröffnung der Verbindungskurve Abzweigstelle Karow West – Berlin-Blankenburg (1953), des Rangierbahnhofs Wuhlheide (1. Oktober 1953) sowie gleichzeitig des Streckenabschnitts Bergfelde – Falkenhagen – Brieselang, zunächst eingleisig. Es folgten 1953–1955 die Verbindungskurve Abzweigstelle Karow West – Abzweigstelle Karow Nord, der zweigleisige Ausbau der ehemaligen Umgehungsbahn zwischen Saarmund und Genshagener Heide, die Verbindungskurven Abzweigstelle Hennigsdorf (West) – Hennigsdorf (b Berlin), Hennigsdorf Ost – Hennigsdorf, Hohen Neuendorf West – Birkenwerder sowie von Falkenhagen nach Finkenkrug und Brieselang. Am 2. Oktober 1955 wurden der Streckenabschnitt Falkenhagen – Abzweigstelle Wustermark und die Verbindungskurven nach Wustermark-Rangierbahnhof und Wustermark eröffnet. Am 11. Dezember 1955 fand die Eröffnung des Abschnitts Abzweigstelle Wustermark – Abzweigstelle Elstal statt, und die sogenannte Umgehungsbahn wurde im Abschnitt Golm – Elstal eingebunden.
Das letzte fehlende Stück war der anspruchsvolle Abschnitt zwischen Saarmund und Golm mit Querung des Templiner Sees. Dafür wurde eigens ein Baulager (SAGO) nahe Wilhelmshorst eingerichtet, das nach Ende der Baumaßnahmen von den Grenztruppen der DDR bis 1990 nachgenutzt wurde. Am 30. September 1956 konnten er sowie die Verbindungskurve Potsdam Süd – Werder dem Verkehr übergeben werden. Damit war der Ring geschlossen. Es folgten noch die Verbindungskurven Nesselgrund Ost – Wilhelmshorst und Golm – Wildpark (28. September 1957), Genshagener Heide – Birkengrund (Nordwestkurve, 1. Juni 1958), Werder (Havel) – Golm (6. Februar 1959) und schließlich Glasower Damm – Blankenfelde (Südwestkurve, 25. Mai 1961).
Im Jahr 1958 wurden die Personenzüge auf dem Außenring in den S-Bahn-Tarif von Berlin einbezogen. In Anlehnung an den ersten sowjetischen Satelliten wurden sie im Volksmund „Sputnik“ genannt, da sie sich auch auf einer „Kreisbahn“ um West-Berlin bewegten.

### Nach dem Bau der Berliner Mauer

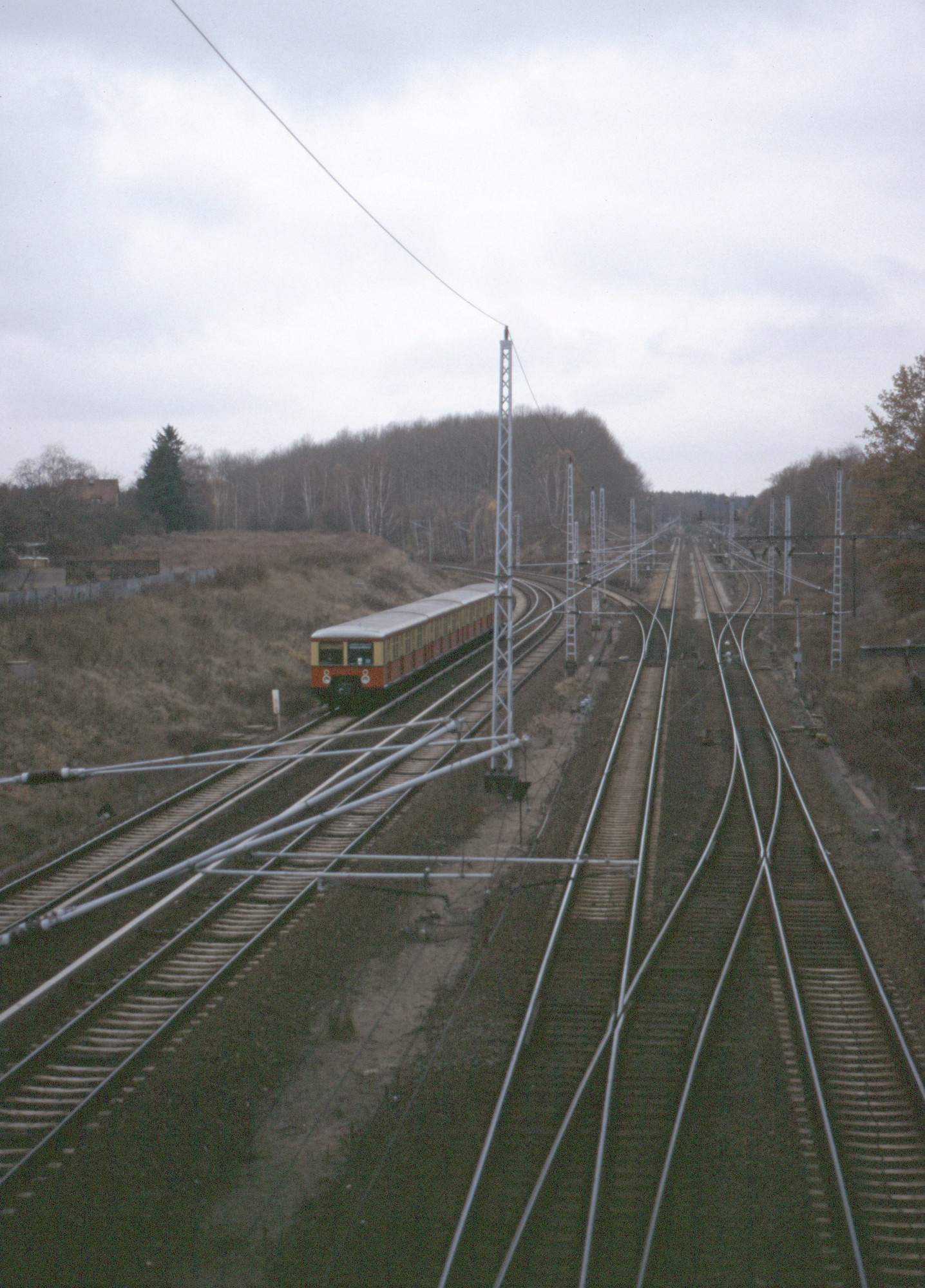
Abzw Schönfließ West, Blickrichtung nach Nordwesten 1997

Am 13. August 1961 wurden mit dem Mauerbau die Grenzen der DDR nach West-Berlin geschlossen. Dadurch wurde der Neubau einer S-Bahn-Verbindung zwischen Berlin-Blankenburg und Hohen Neuendorf Richtung Oranienburg nötig. 1962 wurden hierzu separate S-Bahn-Gleise zwischen Schönfließ und Bergfelde in Betrieb genommen (im übrigen Abschnitt teilten sich S-Bahn und Fernbahn die Gleise) und Abzweige von Bergfelde/Bergfelde Ost – Birkenwerder erstellt. Ebenfalls 1962 ging eine S-Bahn-Strecke von Adlershof zum Bahnhof Flughafen Berlin-Schönefeld in Betrieb und dieser wurde für Fernzüge für den öffentlichen Reiseverkehr freigegeben. Vorher diente er nur als Kontrollbahnhof.
Im gleichen Jahr entstanden komplettierende Bauwerke im Bereich Abzweigstelle Hasselberg – Brieselang, und es wurde die Elektrifizierung des Streckenabschnittes Hennigsdorf – Wustermark Rangierbahnhof versuchsweise mit „Industriestrom“ 25.000 V/50 Hz vorgenommen. Zweck war es, die in Hennigsdorf von LEW gebauten Lokomotiven der Baureihe E 251 zu erproben. 1973 wurde die Oberleitung wieder entfernt. Einzelne Masten blieben erhalten und wurden 1983 wieder verwendet.
Am 16. April 1982 wurde ein Gleisbildstellwerk der Bauform GS II Sp 64b an der Abzweigstelle Glasower Damm (Dienststelle Bahnhof Mahlow) fertiggestellt. Gleichzeitig wurde zwischen den Abzweigstellen Glasower Damm Ost und Glasower Damm Süd (Blankenfelde) ein zweites Gleis in Betrieb genommen.
1982 wurde der Streckenabschnitt Saarmund – Glasower Damm (– Blankenfelde) einschließlich der Verbindungsstrecke Saarmund – Michendorf und der Kurven Genshagener Heide/Genshagener Heide Ost – Ludwigsfelde sowie der Streckenabschnitt Priort – Saarmund elektrifiziert. 1983 folgten die Streckenabschnitte Wustermark/Wustermark Rangierbahnhof – Priort, Flughafen Berlin-Schönefeld – Grünauer Kreuz, Abzweigstelle Birkenwerder – Abzweigstelle Wustermark Süd sowie die Verbindungskurven Golm/Abzweigstelle Wildpark West – Werder, Abzweigstelle Wustermark Nord – Wustermark-Rangierbahnhof/Wustermark und das sogenannte Falkenhagener Kreuz.
Am 17. Mai 1983 wurde das dritte und am 26. September 1986 das vierte Gleis zwischen Abzweigstelle Glasower Damm und Flughafen Berlin-Schönefeld in Betrieb genommen. Zwischen dem Karower Kreuz und Schönfließ wurden am 2. September 1984 wegen der bevorstehenden Elektrifizierung der Ferngleise zwei separate Gleise für die S-Bahn in Betrieb genommen. Am 20. Dezember 1984 ging ausgehend von Springpfuhl eine parallel zum östlichen Außenring verlaufende S-Bahn-Strecke nach Hohenschönhausen in Betrieb, ein Jahr später wurde diese bis Wartenberg verlängert.

### Entwicklung ab 1990

Südlicher Berliner Außenring mit neuer Flughafen-Anbindung

Mit dem Mauerfall und der deutschen Wiedervereinigung entfielen die politischen Gründe für die Umfahrung West-Berlins. Bereits 1991 fuhren die Fernzüge in Richtung Magdeburg wieder über Berlin-Wannsee und nicht mehr über den Außenring. Allerdings war die Infrastruktur der direkten Strecken nach Berlin an vielen Stellen unterbrochen.

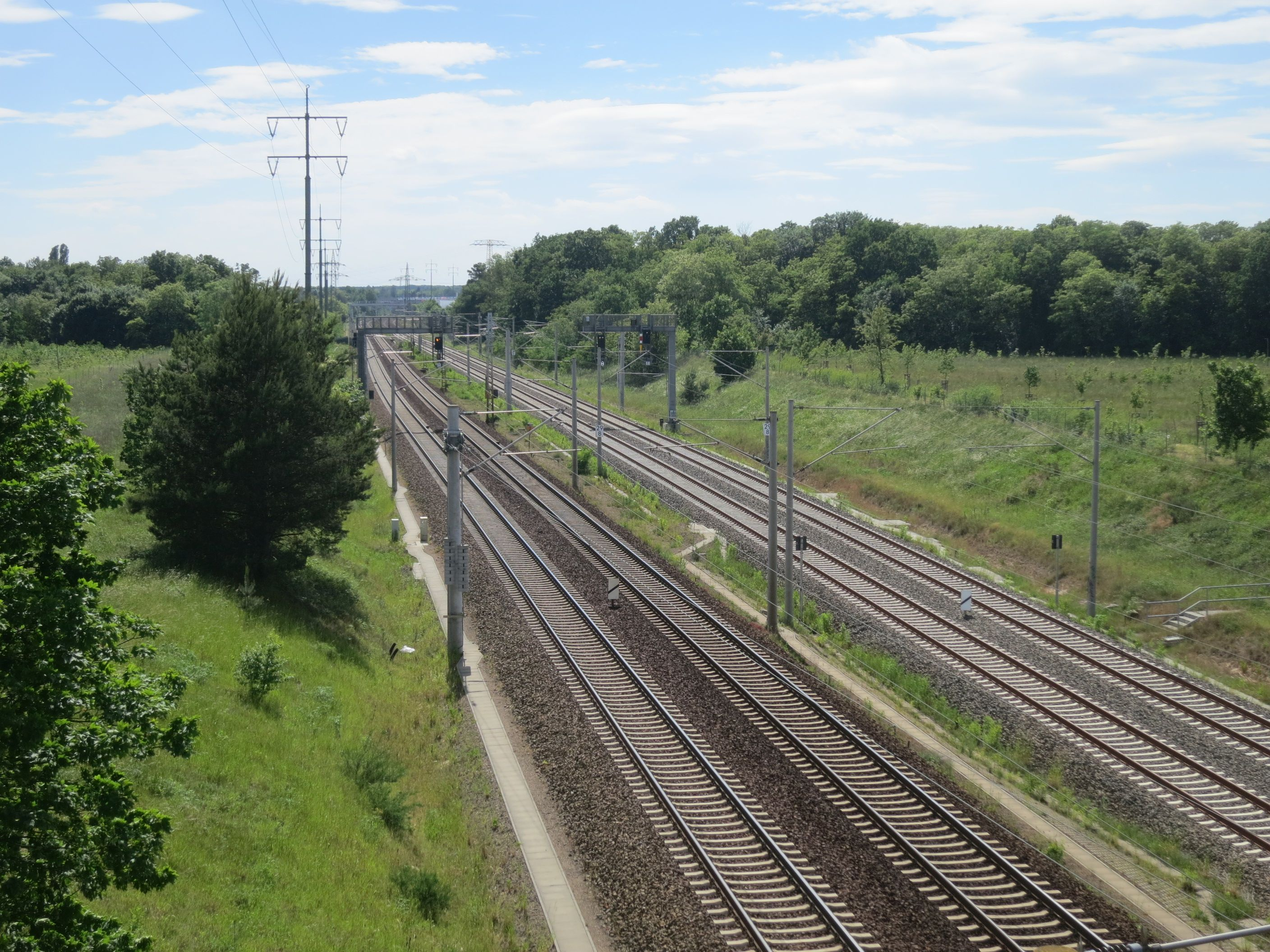
Abzweig der Bahnstrecke Glasower Damm Ost–Bohnsdorf Süd links, rechts die Gleise des Berliner Außenrings in Richtung Grünauer Kreuz

Als Folge des Rückgangs im Güterverkehr nach der politischen Wende wurde der Rangierbahnhof Berlin Wuhlheide am 10. Juni 1994 stillgelegt und später vollständig abgebrochen.
Mit der Eröffnung der Nord-Süd-Fernbahn mit dem Tiergartentunnel in Berlin am 28. Mai 2006 wurde zwar die Anhalter Bahn Richtung Süden wieder eröffnet, nicht jedoch die Dresdener Bahn. Züge Richtung Dresden verkehren seitdem zwischen dem Genshagener Kreuz und Glasower Damm über den Außenring. Hierzu musste eine Verbindungskurve aus Richtung Berlin und Teltow neu gebaut werden, die zunächst Richtung Südwesten in die „lange Kurve“ ausfädelt.
Im Zuge der westlichen Schienenanbindung des Flughafens Berlin Brandenburg (BER) wurden Anfang 2008 das dritte und vierte Streckengleis zwischen der Abzweigstelle Glasower Damm Ost und Bahnhof Berlin-Schönefeld Flughafen außer Betrieb genommen. Von Schönefeld liegt die Trasse der neuen S-Bahn zum Flughafen bis in Höhe Waßmannsdorf auf dem Planum dieser Gleise. Dort verlässt die S-Bahn den BAR und führt über einen halbkreisförmigen Bogen bis zu den Fernbahngleisen. Diese fädeln östlich von Glasower Damm in der neuen Abzweigstelle Selchow niveaufrei vom BAR in Richtung Osten aus. S- und Fernbahn erreichen dann parallel aus Richtung Westen den Flughafenbahnhof. Insgesamt wurden 15 Streckenkilometer für den Fern- und Regionalverkehr und acht Kilometer für die S-Bahn neu gebaut. Die S-Bahn-Strecke von Schönefeld zum Bahnhof Berlin Brandenburg und die Fernbahnstrecke von Glasower Damm Ost über den Flughafenbahnhof zur Görlitzer Bahn wurden am 30. Oktober 2011 in Betrieb genommen, dienten aber aufgrund der Verzögerungen beim Bau des Flughafens BER lange nicht dem öffentlichen Verkehr.
Zum Fahrplanwechsel am 9. Dezember 2012 wurde der Bahnhof Genshagener Heide im Personenverkehr aufgegeben und als Ersatz der zwei Kilometer weiter westlich gelegene neue Haltepunkt Ludwigsfelde-Struveshof mit zwei 140 Meter langen Seitenbahnsteigen in Betrieb genommen. 2013 wurde der Haltepunkt durch eine Fußgängerbrücke und einen P+R-Parkplatz vervollständigt. Insgesamt wurden hierfür 3,9 Millionen Euro investiert.
Im November 2019 ging am Biesdorfer Kreuz das elektronische Stellwerk für den Bereich der S-Bahn in Betrieb, ebenso die Ausrüstung der S-Bahn-Strecke zwischen Biesdorfer Kreuz und Wartenberg mit dem Zugbeeinflussungssystem S-Bahn Berlin (ZBS). Anfang 2021 folgte ein ebensolches Stellwerk für die Fernbahn.
Im November 2021 wurde die Entwurfsplanung für die Ausrüstung des Außenrings mit ETCS ausgeschrieben.
In Diskussion ist der Bau eines Turmbahnhofs an der Kreuzung zur Stettiner Bahn (Bahnhof Berlin Karower Kreuz).

### Nicht verwirklichte Projekte
Der Ende der 1980er Jahre geplante und teilweise begonnene viergleisige Ausbau des Streckenabschnittes Flughafen Berlin-Schönefeld – Grünauer Kreuz wurde während der Bauphase wieder eingestellt. Zum Teil lagen die parallelen neuen Streckengleise bereits und sind, wenn inzwischen auch teils zurückgebaut, noch deutlich erkennbar. Auch wenn der südliche Berliner Außenring vor allem durch Güterzüge noch eine hohe Streckenauslastung aufweist, besteht inzwischen kein Bedarf mehr für einen viergleisigen Ausbau.
Zwar wurden an fast allen Kreuzungen mit anderen Strecken Verbindungskurven errichtet, allerdings nicht immer in alle Richtungen. Vor allem in Richtung Berlin gibt es Lücken, insbesondere dort, wo die Strecken seinerzeit an der Grenze zu West-Berlin endeten. Nicht verwirklicht wurde unter anderem eine Verbindung aus Richtung Innenstadt in Richtung Norden am Kreuz Wuhlheide. Die Strecke sollte zunächst Richtung Südosten ausfädeln und dann die Frankfurter Strecke überqueren. Der Damm und Brückenwiderlager wurden gebaut und sind heute noch erkennbar. In Hennigsdorf Nord gibt es Trassenreste der nie fertiggestellten Verbindungskurven in Richtung Velten. Diese Verbindungskurve soll im Rahmen des Eisenbahn-Infrastrukturprojektes i2030 – Planungen PEX Süd – als Verbindung für Regionalexpress-Verbindungen von Velten auf direktem Weg nach Berlin Zentrum in veränderter Form ab 2030 neu gebaut werden.
Gelegentlich wurde in den letzten Jahren im Zusammenhang mit der Verbindung von Potsdam zum Flughafen Berlin Brandenburg bei Schönefeld der Bau von Verbindungskurven aus Richtung Potsdam in Richtung Schönefeld beim Kreuz Werder bzw. bei Bergholz diskutiert. Konkrete Projekte gibt es bisher nicht.
Zu DDR-Zeiten war der Bau von neuen Großsiedlungen im Norden Berlins geplant. In diesem Zusammenhang war der Bau neuer S-Bahn-Stationen zwischen Karower Kreuz und Mühlenbeck-Mönchmühle bei Französisch Buchholz und Arkenberge vorgesehen. Vorleistungen (Aufschüttungen) für die Bahnsteige sind erhalten geblieben.
Ebenfalls wurde die Trasse für eine Verlängerung der S-Bahn von Wartenberg bis zur Sellheimbrücke vorbereitet. Dieser Abschnitt war mit einer Verlängerung zum geplanten Bahnhof Karower Kreuz lange in den Planungen enthalten, erst 2006 wurden die Arbeiten an diesem Projekt eingestellt.
Weitergehende Projekte sehen eine Verlängerung einer S-Bahn-Strecke zwischen Biesdorfer und Grünauer Kreuz und den Neubau des Bahnhofs Bürknersfelde zwischen Springpfuhl und Gehrenseestraße etwas nördlich der Marzahner Brücken vor. Diese Projekte werden jedoch vor allem von der Finanzlage des Landes Berlin abhängig gemacht, sodass ihre Realisierung derzeit nicht verfolgt wird.
In den Planungen tauchte immer wieder die Anlage des Wuhlheider Kreuzes auf: In der Wuhlheide sollte ein großes Eisenbahnkreuz mit weitgehend niveaufreier Betriebsführung und zentralem Stellwerk entstehen. Damit verbunden waren zwei korrespondierende Projekte – eine Modernisierung des Rangierbahnhofes Wuhlheide und die Neuanlage des Bahnhofs Berlin-Karlshorst. Fehlende Baukapazitäten sowie die während der Umbauzeit zu erwartenden betrieblichen Behinderungen, die sich auf weite Teile des DDR-Streckennetzes ausgewirkt hätten, sorgten dafür, dass dieses Projekt immer wieder aufgeschoben wurde. Der rapide Verkehrsrückgang sowie die geänderten Verkehrsströme nach der Wende in der DDR machten dieses Projekt grundsätzlich entbehrlich. Einzelne Vorleistungen, wie der Damm einer Verbindungskurve aus Richtung Innenstadt und Brückenwiderlager an deren geplanter Überführung über die Strecke nach Frankfurt (Oder) sind erhalten geblieben.

## Strecke und Anlagen

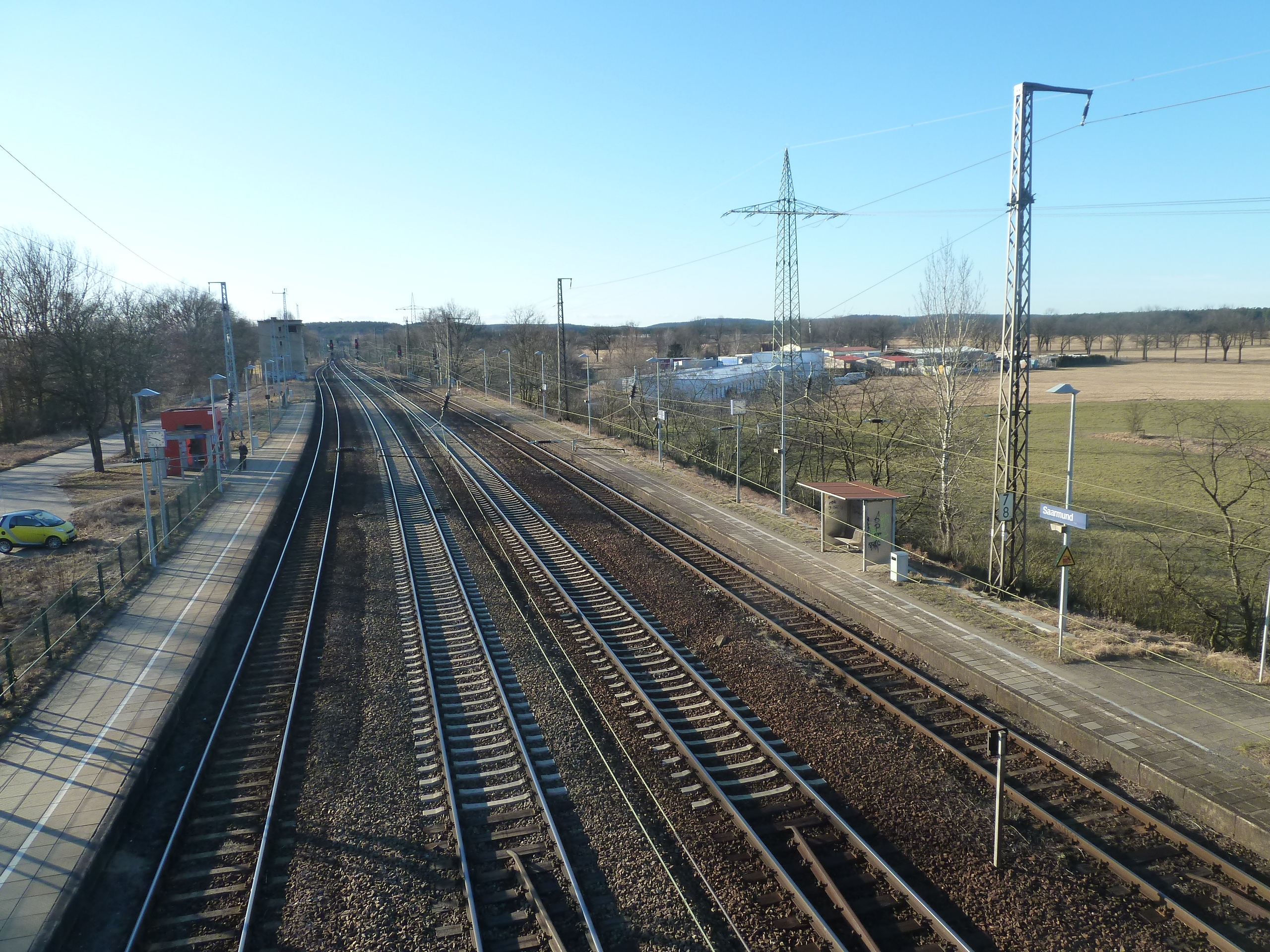
Bahnhof Saarmund

Der Außenring verläuft von Saarmund über Genshagener Heide – Schönefeld (bei Berlin) – Grünauer Kreuz – Wuhlheide – Biesdorfer Kreuz – Karower Kreuz – Schönfließ – Falkenhagen – Golm – Potsdam Pirschheide wieder nach Saarmund.
Betriebsintern ist der Außenring, teilweise durch die vor dem Bau des Außenrings existierenden Strecken bedingt, in sechs Abschnitte unterteilt, die eigene Streckennummern besitzen und separat kilometriert sind.
- Saarmund – Eichgestell (Streckennummer 6126). Hier ging der Abschnitt Saarmund – Genshagener Heide der Bahnstrecke Michendorf–Großbeeren (Teilstück der Umgehungsbahn) in den Außenring auf, die Kilometrierung beginnt im Bahnhof Michendorf, Saarmund liegt am Kilometer 7,2.
- Eichgestell – Biesdorfer Kreuz (Streckennummer 6080). Die Kilometrierung übernimmt die des früher in diesem Bereich verlaufenden Güteraußenrings, Ausgangspunkt der Kilometrierung ist der Bahnhof Teltow, der Betriebsbahnhof Eichgestell als heutiger Streckenanfang liegt bei Kilometer 25,0.
- Biesdorfer Kreuz – Karower Kreuz (Streckennummer 6067). Eigenständige Kilometrierung, beginnend am Biesdorfer Kreuz.
- Karower Kreuz – Priort (Streckennummer 6087). Eigenständige Kilometrierung, beginnend am Karower Kreuz.
- Priort – Golm (Streckennummer 6068). Hier ging der Abschnitt Golm – Priort der Bahnstrecke Jüterbog–Nauen (Teilstück der Umgehungsbahn) in den Außenring auf, die Kilometrierung beginnt im Bahnhof Jüterbog. Während ansonsten der Außenring durchgehend gegen den Uhrzeigersinn kilometriert ist, verläuft die Kilometrierung auf diesem Abschnitt in entgegengesetzter Richtung.
- Golm – Saarmund (Streckennummer 6087). Eigenständige Kilometrierung, beginnend im Bahnhof Golm.

Das dritte und vierte Gleis zwischen Glasower Damm und Schönefeld erhielt die separate Streckennummer 6137. Hinzu kommen vier ganz oder teilweise am Außenring verlaufende Abschnitte von S-Bahn-Strecken mit eigenen Nummern.
Mit Ausnahme der Heidekrautbahn und der Zweigbahn Schöneweide–Spindlersfeld wurden Verbindungskurven zu allen den Ring kreuzenden Strecken errichtet.
Die jeweiligen Knoten sind in unterschiedlichem Umfang ausgebaut worden. Am Grünauer Kreuz finden sich kreuzungsfreie Ausfädelungen in fast alle Richtungen, entsprechend umfangreich fallen die Gleisanlagen aus. Ähnlich am Biesdorfer Kreuz, dessen Anlagen sich über mehrere Kilometer erstrecken, sowie teilweise im Bereich Genshagener Heide. Andere Knoten, vor allem auf dem nördlichen und westlichen Teil des Rings, wurden einfach ausgeführt. An Karower Kreuz gibt es Verbindungen zwischen allen Richtungen, diese sind jedoch nicht kreuzungsfrei ausgeführt, sodass vier Verbindungskurven ausreichen.
An einigen dieser Schnittpunkte entstanden Verknüpfungsbahnhöfe für den Personenverkehr. Der Bahnhof Potsdam Pirschheide (von 1961 bis 1993: Potsdam Hbf) und die mittlerweile geschlossenen Stationen Bergholz (b Potsdam) und Hennigsdorf Nord wurden als Turmbahnhof ausgeführt. Wichtige Umsteigebahnhöfe, die nicht direkt an einer Streckenkreuzung liegen, waren Falkenhagen (Kr Nauen) und Zentralflughafen Berlin-Schönefeld. Vorrangig war der Außenring für den Fern- und Güterverkehr und den Nahverkehr von den Ortschaften westlich Berlins nach Ost-Berlin konzipiert. Insofern ist die Zahl der Stationen für den Personenverkehr vor allem im Ost-Berliner Raum relativ gering.

### Saarmund – Eichgestell
Zwischen Saarmund und Genshagener Heide nutzt der Außenring die Trasse der 1926 eröffneten Teilstrecke der Umgehungsbahn von Michendorf nach Großbeeren. Der anschließende Abschnitt in Richtung Schönefeld ist das erste nach 1950 neugebaute Teilstück des Außenrings. Am 8. Juli 1951 wurde der Abschnitt zwischen Genshagener Heide und Schönefeld sowie die Verbindungskurven Genshagener Heide Ost – Ludwigsfelde und Glasower Damm Ost – Blankenfelde in Betrieb genommen. Es folgten der Abschnitt Schönefeld – Grünauer Kreuz am 12. August und die Verlängerung bis Wendenheide am 2. Dezember des gleichen Jahres.
Betriebsstellen:
Saarmund
Der Bahnhof besteht aus zwei durchgehenden Hauptgleisen ohne und zwei Außengleisen mit Bahnsteig, die über eine Fußgängerbrücke (im Volksmund „Galgen“ genannt) verbunden sind. Diese Bauweise findet sich auf mehreren Außenringbahnhöfen wieder. Westlich des Bahnhofs vereinigen sich der Außenring aus Richtung Golm und die ebenfalls zweigleisige frühere Umgehungsbahnstrecke aus Michendorf. Diese Strecke verbindet den Außenring mit dem wichtigen Rangierbahnhof Seddin.
Die alte Fußgängerbrücke wurde im Juli/August 2015 abgerissen, anschließend erfolgte ein Ersatz-Neubau sowie eine Erneuerung der beiden Seitenbahnsteige. Der Bahnsteig Richtung Golm ist weiterhin nicht barrierefrei erreichbar. Die Kosten betrugen 2,7 Millionen Euro.
Ahrensdorf
Ahrensdorf ist ein ehemaliger Betriebsbahnhof, der um 1960 einige Jahre im Personenverkehr bedient wurde.
Struveshof
Struveshof ist ein neuer Haltepunkt, der seit Dezember 2012 die Stadt Ludwigsfelde als Ersatz für den ungünstiger gelegenen Bahnhof Genshagener Heide erschließt.
Genshagener Heide
Die Bauform des ehemaligen Personenbahnhofs Genshagener Heide entspricht der von Saarmund.
Im Bereich des Bahnhofes kreuzt der Außenring die Anhalter Bahn.
Eine kreuzungsfreie Ausfädelung für den Verkehr in Richtung Halle/Leipzig ist über die sogenannte „Schleife“ – auch als „Kramerkurve“ oder „Schweineohr“ bekannt – möglich, eine Verbindungskurve nördlich des Außenrings und westlich der Anhalter Bahn. Die Verbindung von der Anhalter Bahn aus Richtung Berlin zum Außenring in Richtung Osten über die Kramerkurve ging erst im Jahr 2006 in Betrieb. Mit Inbetriebnahme des Haltepunktes Struveshof im Dezember 2012 wurde der Bahnhof Genshagener Heide für den Personenverkehr außer Betrieb genommen. Die Bahnsteige und die Fußgängerbrücke wurden im Anschluss zurückgebaut.
Diedersdorf
Diedersdorf ist ein viergleisiger Betriebsbahnhof, der trotz der Nähe zum gleichnamigen Ort nie Personenverkehr hatte.
Glasower Damm
Hier ist die Kreuzung mit der Dresdener Bahn. Niveaugleiche Abzweige (Abzw Glasower Damm West und Ost) entstanden vom Außenring aus beiden Richtungen zur Dresdener Bahn nur in Richtung Süden. Der Abschnitt östlich von Glasower Damm bis zum Bahnhof Flughafen Berlin-Schönefeld war zu DDR-Zeiten eine der frequentiertesten Strecken der Deutschen Reichsbahn und wurde viergleisig ausgebaut. Die beiden südlichen Gleise wurden für die Bauarbeiten für die Strecke zum Flughafen Berlin Brandenburg entfernt.
Selchow
An der Abzweigstelle Selchow gibt es seit 2011 eine niveaufreie Ausfädelung vom Außenring aus Richtung Westen zum neuen Flughafen. Weiter östlich verläuft ebenfalls seit 2011 die S-Bahn vom Flughafen in Richtung Stadt auf dem Planum des Außenrings.
Schönefeld (bei Berlin)
Ursprünglich als reiner Kontrollbahnhof für Züge nach Berlin gebaut, wurde er seit Anfang der 1960er ein wichtiger Umsteigepunkt im Fernverkehr. Hier hielten alle Fernzüge von (Ost-)Berlin in Richtung Süden und Westen. Nach 1990 verlor er schrittweise seine Bedeutung im Fernverkehr, mit der Inbetriebnahme des neuen Flughafens wurde der Regionalverkehr weitgehend zum neuen Bahnhof Flughafen BER verlagert.
Grünauer Kreuz
Hier kreuzt der Außenring die Görlitzer Bahn. Es entstanden umfangreiche niveaufreie Ausfädelungen in alle Richtungen.
Wendenheide
An der Abzweigstelle Wendenheide mündet ein Gleis vom Bahnhof Berlin-Schöneweide in den Außenring.
Eichgestell
Eichgestell ist ein Betriebsbahnhof, wo niveaugleich eine Verbindung zur Berliner Stadtbahn abzweigt.

### Eichgestell – Biesdorfer Kreuz
Dieser Streckenabschnitt wurde in großen Teilen erst in den 1960er Jahren zweigleisig ausgebaut, der Abschnitt Eichgestell – Wuhlheide Rbf erst nach 1983 zusammen mit der Elektrifizierung, bis dahin wurde weitgehend das Gleis des provisorischen Güteraußenrings genutzt.
Der Ring wurde ursprünglich zur Umfahrung West-Berlins angelegt und verläuft daher im Norden, Westen und Süden der Stadt durch dünnbesiedelte Gebiete jenseits der Stadtgrenzen. Hingegen wird der Ostteil Berlins durchquert, wobei zwischen Grünauer und Karower Kreuz die Strecke annähernd der Trasse des ehemaligen Güteraußenrings folgt. Der einstige Rangierbahnhof Wuhlheide ist abgebaut worden.

### Biesdorfer Kreuz – Karower Kreuz
Biesdorfer Kreuz
Nördlich des Biesdorfer Kreuzes liegt der Güterbahnhof Berlin Nordost, der über separate Zufuhrstrecken angebunden ist. Auf der Ringtrasse verläuft auf diesem Abschnitt durch die Plattenbaugebiete Marzahn und Hohenschönhausen eine S-Bahn-Strecke (ebenso zwischen Karower Kreuz und Bergfelde im Norden Berlins). In Hohenschönhausen gibt es einen erst nachträglich eingebauten Haltepunkt für Regionalzüge, den einzigen Regionalbahnhof auf dem Außenring auf Berliner Gebiet.
Berlin Nordost
Der Güterbahnhof liegt westlich des Außenrings. Er ist über zwei kurze Verbindungsstrecken zu erreichen.
Berlin-Hohenschönhausen
Neben dem S-Bahnhof liegt an den Ferngleisen ein Haltepunkt für den Regionalverkehr.
Karower Kreuz
Hier unterquert der Außenring die Stettiner Bahn. Verbindungskurven verbinden alle vier Streckenäste miteinander. Anders als am Grünauer oder Biesdorfer Kreuz sind sie grundsätzlich nur einfach ausgeführt, sodass abzweigende Züge in einer Richtung jeweils ein Streckengleis kreuzen müssen. Es ist in Überlegung, einen Umsteigebahnhof am Karower Kreuz zwischen den Zügen der verschiedenen hier verkehrenden Linien einzurichten.

### Karower Kreuz – Priort

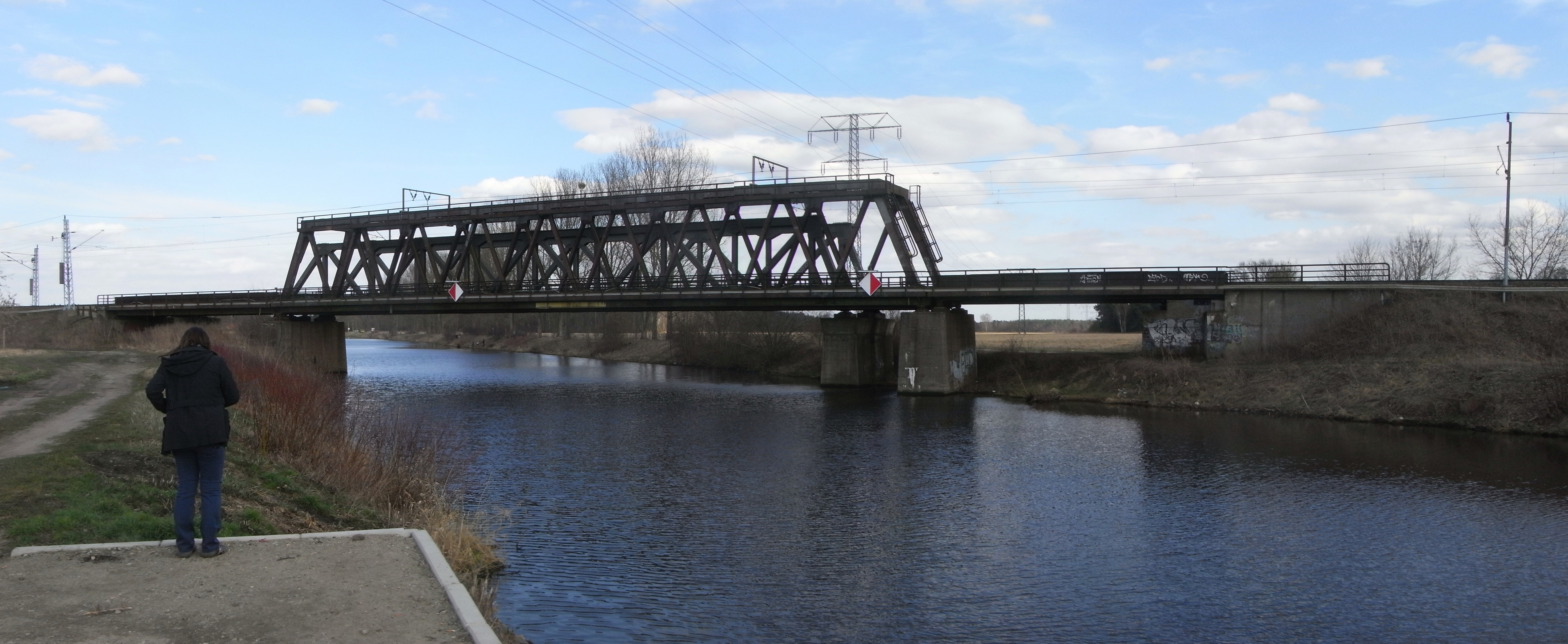
Überquerung des Havelkanals bei Schönwalde/Glien

An der Abzweigstelle Karow Ost beginnt die Kilometrierung neu.
Westlich von Hennigsdorf folgt die Strecke annähernd der in den 1940er Jahren für den Berliner Ring geplanten Autobahntrasse, die gegenüber der bis 1979 fertiggestellten Autobahn deutlich südlicher verlaufen sollte.
Berlin-Karow West
An der Abzweigstelle Karow West treffen die von der Stettiner Bahn kommenden Verbindungskurven auf den Nördlichen Außenring. Die von Blankenburg kommende S-Bahn-Strecke nach Hohen Neuendorf war bis 2004 mit den Außenringgleisen verknüpft.
Schönfließ
Schönfließ West
An der Abzweigstelle Schönfließ West münden die beiden Verbindungskurven der Fernbahn in bzw. aus Richtung Schönfließ zur Berliner Nordbahn von und nach Birkenwerder (b Berlin) in den Berliner Außenring.
Bergfelde Ost
An der Abzweigstelle Bergfelde Ost können Züge, die von Hohen Neuendorf West kommen, den Außenring verlassen und über eine Verbindungskurve zur Berliner Nordbahn fahren.
Hohen Neuendorf West
Hennigsdorf Nord
Die beiden Seitenbahnsteige am Berliner Außenring wurden am 30. April 1953 eröffnet. Seit dem 18. August 1958 bestand die Möglichkeit, zur Kremmener Bahn umzusteigen. Am 28. Mai 1995 wurde der Personenverkehr auf der oberen Ebene eingestellt. Personenzüge verlassen den Außenring seither an den Abzweigen Hdo bzw. Hdw und fahren über den Bahnhof Hennigsdorf (b Berlin); die Abzweige sind Bahnhofsteile des Bahnhofs Hennigsdorf Nord.
Zur Kremmener Bahn Richtung Velten (Mark) wurden zwar Dämme aufgeschüttet und Widerlager für eine Brücke über die Landstraße Hennigsdorf–Velten errichtet. Gleise wurden jedoch nicht verlegt.
Schönwalde (b Nauen)
Ursprünglich bestand der Bahnhof unter dem Namen Schönwalde (Kr Nauen) aus zwei durchgehenden Hauptgleisen ohne Bahnsteig und zwei Außengleisen mit Seitenbahnsteig, die über eine Fußgängerbrücke verbunden waren. Nach der politischen Wende hielten hier keine Personenzüge mehr, zunächst wurde ein Außengleis demontiert, später die Fußgängerbrücke und auch das andere Außengleis.
Inzwischen ist Schönwalde (b Berlin) nur noch eine Überleitstelle mit zwei Weichen und einem Verbindungsgleis zwischen den Hauptgleisen.
Bahnhof Falkenhagen (b Nauen)
Der Bahnhof (früher: Falkenhagen Kr Nauen) war ein wichtiger Umsteigepunkt im Personenverkehr. Stündlich, teilweise auch zweistündlich gab es hier Umsteigemöglichkeiten in fünf Richtungen. Nach 1990 verlor er an Bedeutung, seit 1996 halten keine Reisezüge im weiterhin noch betrieblich genutzten Bahnhof.
Brieselang Hasselberg
An der Abzweigstelle Brieselang Hasselberg besteht die Möglichkeit, über eine Verbindungskurve zwischen der Hamburger Bahn Richtung Brieselang–Nauen und dem Berliner Außenring Richtung Süden zwischen beiden Bahnstrecken zu wechseln.
Wustermark Awf
An der Abzweigstelle Wustermark Awf bestand ursprünglich die Möglichkeit, über Verbindungskurven zwischen dem nordwestlichen Berliner Außenring und der Lehrter Bahn sowohl Richtung Westen als auch Richtung Osten zu wechseln. Die Verbindungskurve zum Bahnhof Wustermark, also Richtung Westen, wurde nach der politischen Wende abgebaut. Die Verbindungskurve nach Osten mündet nicht direkt in die Streckengleise der Lehrter Bahn, sondern in den Rangierbahnhof Wustermark.
Außerdem zweigt an dieser Betriebsstelle das Anschlussgleis zum Güterverkehrszentrum Wustermark ab.

### Priort – Golm
Südlich der Kreuzungen mit der Hamburger und Lehrter Bahn folgt der Ring bis Golm der Trasse der ehemaligen Umgehungsbahn. Sie nutzt auch deren Kilometrierung. Der Abzweig zur Lehrter Bahn liegt bei Streckenkilometer 77,9, der Bahnhof Golm bei Kilometer 62,7. Nullpunkt der Kilometrierung ist der Bahnhof Jüterbog.
Bahnhofsgebäude vom Anfang des 20. Jahrhunderts findet man noch in Priort und Satzkorn.

### Golm – Saarmund
In Golm beginnt die Kilometrierung dieses Streckenabschnitts bei 0,0. Es folgt der Bahnhof Potsdam Pirschheide, der mitten im Wald liegt und bis Anfang der 1990er Jahre der wichtigste Personenbahnhof der Stadt war. Der obere Bahnhofsteil am Außenring wurde ab 1999 nicht mehr genutzt, die ehemals vier Bahnsteiggleise und alle Weichen abgebaut und die Bahnsteigzugänge vermauert. Lediglich die beiden Durchfahrtsgleise blieben als freie Strecke in Betrieb. Bereits seit 2016 liefen Planungen für neue Bahnsteige an den Durchfahrtsgleisen im oberen Teil der Station. Die ursprünglich zum Fahrplanwechsel 2023 geplante Inbetriebnahme dieser Bahnsteige als Haltepunkt für Züge der Regionalbahnlinie RB22 (Potsdam Hauptbahnhof – Golm – Flughafen BER–Königs Wusterhausen) wurde auf das Jahr 2024 verschoben.
Das eindrucksvollste Stück der Strecke ist die Querung des Templiner Sees östlich von Potsdam Pirschheide auf einem Damm. Bei Saarmund mündet eine Verbindung von Michendorf, über die der Ring mit dem wichtigen Rangierbahnhof in Seddin verbunden ist.